# Vinterkrysset
Vinterkrysset var ett svenskt TV-program som sändes den 9 december 2006 i TV4, och en spinoffvariant på Sommarkrysset.
Vinterkrysset sändes från  Tyrol, Gröna Lund i Stockholm och kretsade kring musik och underhållning av artister samt med två korsords-tävlingar. Programledare: Gry Forssell. Kapellmästare: Mikael Kankaanpää.

## Medverkade
- 9 december 2006: Moneybrother i duett med Jerry Williams, Orup, Darin, The Poodles, Amy Diamond, Markus Fagervall.

## Vinterkrysset med nyårskarameller
Vinterkrysset med nyårskarameller är ett svenskt TV-program som sänds den 29 samt 31 december 2009 och 3 samt 6 januari 2010 i TV4.
Vinterkrysset med nyårskarameller sänds direkt från Högfjällshotellet i Sälen med Gry Forssell som programledare. Återkommande reportrar: Carolina Gynning och komikern Per Andersson. Kapellmästare är Mikael Kankaanpää.

### Medverkade
- 29 december 2009: Marie Serneholt i duett med Sebastian Karlsson, Linda Sundblad, Darin.
- 31 december 2009: Lili & Susie, Amy Diamond, Sara Löfgren, Style.
- 3 januari 2010: Petter, Ison & Fille, Mogge Sseruwagi och DJ Sleepy, Pernilla Andersson, Nordman.
- 6 januari 2010: Erik Grönwall (Idol 2009-vinnaren), Chris Norman (Smokie), Martin Stenmarck, Niklas Strömstedt.